# Gehyra brevipalmata
Gehyra brevipalmata är en ödleart som beskrevs av  Peters 1874. Gehyra brevipalmata ingår i släktet Gehyra och familjen geckoödlor. IUCN kategoriserar arten globalt som livskraftig. Inga underarter finns listade i Catalogue of Life.